# En yankee flyger till London
En yankee flyger till London (engelska: A Yank in the R.A.F.) är en amerikansk dramafilm från 1941 i regi av Henry King. I huvudrollerna ses Tyrone Power och Betty Grable.

## Handling
Filmen handlar om en amerikansk pilot som ansluter sig till Storbritanniens flygvapen (Royal Air Force, RAF), medan USA ännu är neutralt i andra världskriget. Han har dessutom bekymmer med kärleken, i form av en före detta flickvän som numera bor i London och som får återuppleva vilken oansvarig, opålitlig och flirtig charmör han är. Men det är fler män inom flygvapnet som kämpar för hennes gunst. 

## Rollista i urval
- Tyrone Power - Tim Baker
- Betty Grable - Carol Brown
- John Sutton - Wing Commander John Morley
- Reginald Gardiner - Flying Officer Roger Pillby
- Donald Stuart - Corporal Harry Baker
- Ralph Byrd - Al
- Richard Fraser - Thorndyke
- Denis Green - Flight Lieutenant Redmond
- Bruce Lester - Flight Lieutenant Richardson
- Gilchrist Stuart - Wales
- Lester Matthews - Group Captain
- Frederick Worlock - Kanadensisk Major
- Ethel Griffies - Lady Fitzhugh
- Fortunio Bonanova - Hovmästare
- James Craven - Instruktör